# Earl McCready
Earl Grey McCready (ur. 15 czerwca 1908 w Lansdowne, zm. 9 grudnia 1983 w Seattle) – kanadyjski zapaśnik walczący w stylu wolnym. Olimpijczyk z Amsterdamu 1928, gdzie zajął szóste miejsce w wadze ciężkiej.
Złoty medalista igrzysk Imperium Brytyjskiego w 1930 roku.

## Letnie Igrzyska Olimpijskie 1928
| Konkurencja       | Runda o złoty medal   | Klas. końcowa |
| Konkurencja       | Przeciwnik I          | Miejsce       |
| ----------------- | --------------------- | ------------- |
| +87 kg styl wolny | Ed Don George (USA) P | 6.            |